# 乱川站
乱川站（日语：／ Midaregawa eki */?）位于山形县天童市大字乱川，是东日本旅客铁道（JR東日本）管辖的鐵路車站。本区间奥羽本线爱称为山形线。

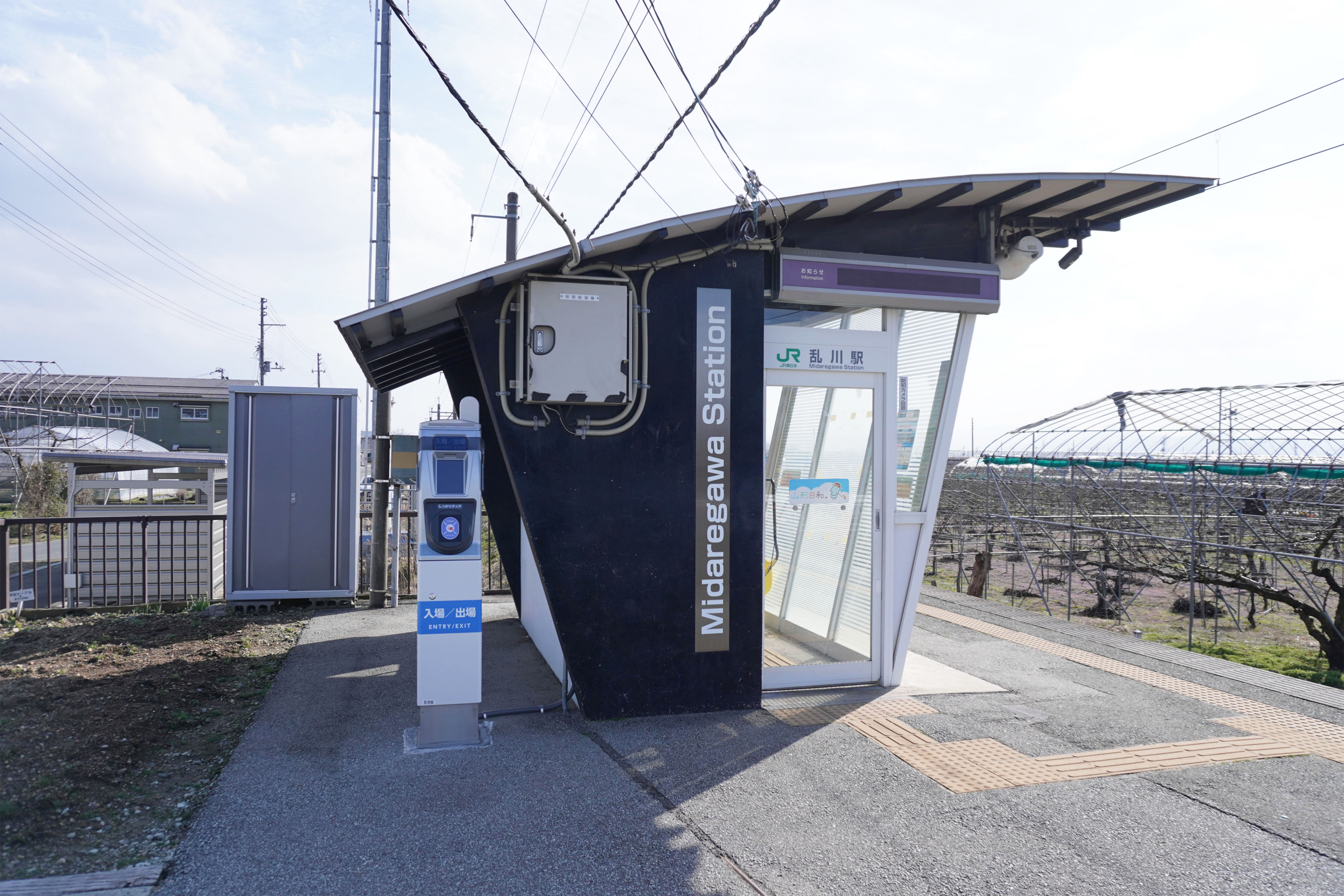
候車室(2024年3月)

## 历史
- 1954年12月1日 - 车站投入运营。
- 1987年4月1日 - 国铁分割民营化后成为JR东日本车站。
- 1999年12月4日 - 山形新干线向延伸，普通列车停车站。

## 车站结构
侧式站台1台1线的地面车站。
山形站管理的无人站。

## 相邻车站
東日本旅客铁道（JR東日本）
■奥羽本线
■普通
天童 - 乱川 - 神町